# Partido judicial de Inca
El partido judicial de Inca, también llamado partido judicial n.º 2 de las Islas Baleares, es uno de los 6 partidos judiciales en los que se divide la comunidad autónoma de Islas Baleares. Comprende los municipios de Alaró, Alcudia, Binisalem, Búger, Campanet, Consell, Costich, Escorca, Inca, Lloret de Vista Alegre, Llubí, Mancor del Valle, María de la Salud, Muro, Pollensa, Santa Margarita, Sancellas, Selva y Sinéu, todos situados en la isla de Mallorca. La cabeza de partido y por tanto sede de las instituciones judiciales es Inca. Cuenta con dos juzgados de Primera Instancia e Instrucción.